# Aventuras en el tiempo
Aventuras en el tiempo es una telenovela infantil producida por la empresa productora mexicana Televisa Niños en 2001 y protagonizada por Maribel Guardia y Gerardo Murguía en los roles adultos y Belinda y Christopher Uckermann en los roles infantiles, con las participaciones antagónicas de Vanessa Guzmán, Odiseo Bichir, Mario Prudom, y Gustavo Aguilar, también contó con las actuaciones estelares de las primeras actrices Carmen Montejo y Marga López.

## Historia
Esta es una historia inolvidable que sucede en un verano lleno de emoción y aventuras, donde cinco ingeniosos y traviesos niños viajan a lugares distantes... en el tiempo.
Es el fin de cursos Violeta está triste porque Marcos, su padre, tiene que ausentarse por su trabajo y ella deberá pasar las vacaciones en casa de su abuela Margarita en Villa Florida, un pueblo en las afueras de la ciudad donde nunca pasa nada. El verano promete ser muy aburrido, y más porque la abuela, aunque tierna y cariñosa, vive con su amiga Urraca, una señora enojona y rígida a quien todo le molesta. Pero muy pronto Violeta se verá en medio de la mayor aventura de su vida.
Violeta invita a Ángel, su mejor amigo, a pasar el verano a casa de su abuela. Él llega acompañado por su hermano Neto, su tía Flor y su primo Narciso, un niño consentido y egoísta.
En la bodega de la casa hay una antigua máquina inventada por el padre de Margarita, y en la que su difunto esposo Geranio trabajó toda su vida, pero la abuela nunca supo para qué servía. Violeta y sus amigos logran descifrar el enigma del misterioso artefacto, y descubrir que se trata de... ¡una máquina del tiempo!
En ese momento, la abuela Margarita recibe la amenaza de perder su hogar cuando el malvado Avaro Zopilote le presenta un antiguo pagaré del cual ella no tenía noticia, y que no puede pagar. El señor Zopilote, en compañía de su abogado, el Lic. Chacal, le exige la entrega de la casa. Todo parece legal y la abuela no sabe qué hacer.
Violeta y sus amigos se unen a Leonardo, el vecino de doña Margarita, y juntos forman una pandilla para luchar contra el peligro que amenaza a la abuela. La avaricia y las negras intenciones del señor Zopilote se enfrentan a una fuerza tan extraordinaria como inesperada, la fuerza de la amistad y el cariño del "Club de la Dama y los Caballeros del Cronocono". Para descubrir lo que sucedió con el abuelo de Violeta y ese pagaré, la pandilla viaja a través de la máquina del tiempo a la época de los sesenta, donde conocen a "El Brother", un cantante de Rock & Roll que los contagiará con su música y el baile del momento.
En estas travesías los niños descubrirán diferentes épocas, lugares inesperados y fascinantes personajes. Seguiremos paso a paso las aventuras de estos cinco amigos que no descansarán hasta que triunfe la justicia, y los villanos sean derrotados.
Viviremos con los personajes el amor verdadero entre Marcos y Flor, que se ve obstaculizado por Faby, una mujer fría y superficial que únicamente quiere a Marcos por capricho. Al mismo tiempo, Flor tiene que enfrentar el problema con Carlos Espino, su exmarido, quien quiere separarla de su hijo Narciso.
También descubriremos el amor infantil, los primeros acercamientos entre Violeta y Ángel, el proceso en el que aprenderán a diferenciar entre la amistad y la ingenuidad del primer amor.
"Aventuras en el Tiempo", la primera telenovela de ciencia ficción, es un maravilloso viaje por el reino de la imaginación, donde se conjugarán el peligro, la intriga, la música y mil emociones que encantarán a toda la familia.
El final fue transmitido el viernes, 10 de agosto de 2001, completamente en vivo y se realizó en el Parque Fundidora en Monterrey, Nuevo León, al que asistieron alrededor de 100.000 personas.

## Dedicatoria
Esta telenovela fue dedicada al actor Luis de Icaza mismo que falleció el 13 de marzo de 2001 a las 8:30 a. m. causada por un infarto en el estacionamiento de Televisa San Ángel; eso al acudir a las grabaciones y la presentación de la telenovela. Posteriormente su personaje fue reemplazado por Héctor Ortega.

## Elenco

### Épocas

#### Año 2470
- Carlos Monden - Ángel Del Huerto (3.ª edad)
- Irán Eory -  Violeta Arcángel Flores (3.ª edad)
- Rebeca Mankita - Violeta Flores (edad adulta)
- Susan Vohn - Violeta Flores (edad joven)
- Wendy González - Equis
- Marco Uriel - Jefe de Inteligencia

#### Año 2001
- Maribel Guardia - Flor Del Huerto
- Gerardo Murguía - Marcos Flores Rosales
- Belinda - Violeta Arcángel Flores
- Christopher Uckermann - Ángel Del Huerto
- Odiseo Bichir - Avaro Zopilote
- Vanessa Guzmán - Faby Wolf
- Mario Prudom - Carlos Espino
- Gustavo Aguilar - Señor Malrostro
- Juan Carlos Casasola - Lic. Chacal
- Alejandro Speitzer - Ernesto "Neto" Del Huerto
- Naydelin Navarrete - Paloma
- Enrique Sánchez - Alejandro
- Ramiro Torres - Leonardo Hurtado
- Daniela Mercado - María José
- Roberto Marín - Narciso Espino Del Huerto
- Carmen Montejo - Margarita Rosales de Flores
- Marga López - Urraca Valdepeña
- Maricruz Nájera - Sra. Zopilote
- Luis de Icaza - Kent Wolf #1 (capítulos 1 al 19)
- Héctor Ortega - Kent Wolf #2 (capítulos 20 al 105)
- Carlos Bracho - Geranio Flores
- Pedro Weber "Chatanuga" - Don Manuel del Bosque Verdozo
- Ricardo Chávez - Octavio
- Roxana Saucedo - Yazmín (Mamá de Ángel y Neto)
- Javier Herranz - Jacinto Del Huerto (Papa de Ángel y Neto)
- Héctor Cruz - Justo (Papá de Leonardo) #2
- Greta Cervantes - Lidia (Mamá de Leonardo)
- Martha Sabrina - Carla Espino
- Mario Figueroa - Carlitos Espino
- Mónica Riestra - Estefani
- Bárbara Ferré - Begoña
- Sergio Catalán - Luis Fernando Téllez
- Nora Velázquez - Rocío del Bosque y Verduzco (Super Rocío, Rocillito)
- Lourdes Munguía - Rosalba Del Campo (Mamá de Paloma)
- Daniel Gauvry - Dr. Taimpress
- Juan Pablo Gamboa - Salvador Arcángel
- Carlos Speitzer - "El Chiripa"
- Roberto Tello - Méndez (Encargado de la bodega de juguetes y mayordomo de la Familia Flores)
- Tomás Tamez - Rosales (Encargado de la bodega de juguetes y mayordomo de la Familia Flores)
- Rafael del Villar - Luis Del Monte (Representante del Brother)
- Yissmali Castillo - Maritza
- Fernando Montaño - Rudolfín
- Luis Couturier - Actor contratado (Robagatitos)
- Julio Camejo - Tony (Amigo de Estéfani)
- Sergio Saldivar - Luigi (Amigo de Estéfani)
- Luis Manuel Ávila - Policía
- Ricardo Vera - Severo Correa (Director del Instituto de Disciplina Especial)
- Silvia Pinal - Ella misma
- Martha Carrillo - Ella misma
- Magneto - Ellos mismos
- Fabián Lavalle - Él mismo
- Rubén Becerra - Sacerdote
- Franco Gala - Obrero
- Carlos Amador Jr.
- Adriana Chapela - Angélica
- Juan Carlos Martín del Campo
- Odiseo Bichir -  Dr.Losthaim

#### Año 1989
- Irán Castillo - Azucena Flores Rosales

#### Año 1965
- Susan Vohn - Margarita Rosales (joven)
- Mayrín Villanueva - Urraca Valdepeña (joven)
- Ernesto D'Alessio - "El Brother"
- Alessandra Rosaldo - "La Flower"
- Odiseo Bichir - Tacaño Zopilote
- Gerardo Gallardo - Kent Wolf (joven)

#### Año 1950
- Toño Infante - Epaminondas
- Miguel Galván - Godofredo "El Godis"
- Esther Rinaldi - Lupita
- Melina Escobedo - Estrellita
- Dolores Salomón "Bodokito" - Mercedes
- Silvia Contreras - Cocinera del rancho
- Pedro Romo - Rubén

#### Año 1910
- Suzeth Cerame - María de la Luz
- Marco Zapata - Hermano de María de la Luz

#### Año 1900
- Lucía Guilmáin - Srta. Crescencia Amargura de Limón
- Amor Huerta - Dulce
- Daniela Serratos
- Nancy Patiño - Vicenta
- Karen Valencia - Juana
- María Fernanda Malo - Doble de "Violeta" y "Rosenda"
- Itzel Torres - Macrina
- Eduardo De la Garza Castro -  Sebastián
- Belinda - Rosenda
- Odiseo Bichir - Roñoso Zopilote
- José Luis Cordero "Pocholo"
- Miguel Priego - Señor que adopta a Dulce

#### Año 1894
- Odiseo Bichir - Roñoso Zopilote
- Silvia Pasquel - La Mujer Barbuda
- Susimar Logu - Rosenda (de pequeña)
- Diego Barquinero - Payasito Dieguín

#### Año 1885
- Francis Laboriel - Princesa Chorro de Humo
- Yulyenette Anaya - Niña Africana

#### Año 1810
- Archie Lafranco - Don Rómulo
- Joemy Blanco - Doña Isabel
- Ernesto Laguardia - Ignacio Allende
- Francisco Rossel - Juan

#### Año 1790
- Alejandra Meyer - Gitana

#### Año 1039
- Salvador Sánchez - Rey Tlacay

#### Año 1000
- Gabriel Ramos Villalpando - Rey Arturo

- Eduardo Rivera - Caballero Negro

## Discografía
La telenovela grabó dos discos y dos VHS.

### Aventuras en el Tiempo (CD)
- 1.Aventuras en el tiempo
- 2.Dame una seña
- 3.Perdóname
- 4.Amor primero
- 5.Sólo es cosa de bailar
- 6.Si nos dejan
- 7.Mi estrella de amor
- 8.Para siempre
- 9.Bailar contigo
- 10.Amigos, amigos
- 11.De niña a mujer
- 12.Todos al mismo tiempo

### Aventuras en el Tiempo en vivo
- 1.Opening
- 2.Aventuras en el tiempo
- 3.Amor primero
- 4.Para siempre
- 5.Dame una seña
- 6.Somos un par de locos
- 7.Solo es cosa de bailar
- 8.Popurrí (Tema de Neto, Tú eres quien, No es tan fácil)
- 9.Sabes (Tema de Paloma)
- 10.Mi estrella de amor
- 11.Perdóname
- 12.Amigos, amigos
- 13.Si nos dejan
- 14.De niña a mujer
- 15.Bailar contigo
- 16.Todos al mismo tiempo
- 17.Aventuras en el tiempo (Finale)

### Aventuras en el Tiempo: El final en concierto (VHS)
- 1.Opening
- 2.Aventuras en el tiempo
- 3.Amor primero
- 4.Para siempre
- 5.Dame una seña
- 6.Somos un par de locos
- 7.Solo es cosa de bailar
- 8.Popurrí (Tema de Neto, Tú eres quien, No es tan fácil)
- 9.Juntas para siempre
- 10.Sabes (Tema de Paloma)
- 11.Mi estrella de amor
- 12.Perdóname
- 13.Amigos, amigos
- 14.Si nos dejan
- 15.De niña a mujer
- 16.Bailar contigo
- 17.Todos al mismo tiempo
- 18.Aventuras en el tiempo (Finale)

### Aventuras en el Tiempo: Capítulo Especial (VHS)
- Un episodio especial con muchas más aventuras de la pandilla.

## Premios

### Premios TVyNovelas 2002
| Categoría                  | Nominado(a)           | Resultado |
| -------------------------- | --------------------- | --------- |
| Mejor revelación masculina | Christopher Uckermann | Nominado  |

## Producción
| Historia original              | Sergio Schmucler                                          |
| Edición literaria              | Irma Ramos                                                |
| Supervisión literaria          | Isabel Soriano, Miguel Ángel Solá                         |
| Escenografía                   | Miguel Hernández                                          |
| Ambientación                   | Jetzibe Soria                                             |
| Letra                          | Alejandro Abaroa                                          |
| Música                         | Cristina Abaroa, Pablo Aguirre                            |
| Tema de entrada                | "Aventuras en el tiempo"                                  |
| Intérpretes                    | Belinda, Christopher Uckermann                            |
| Musicalizador                  | Benjamín Trejo                                            |
| Editores                       | Georgina Flores Salinas, Mauricio Cortés                  |
| Jefe de reparto                | Marat Rodríguez                                           |
| Diseño de vestuario            | Gabriela Rueda, Ana Luisa Miranda                         |
| Coreografía                    | Félix Greco                                               |
| Productor musical              | Alejandro Abaroa                                          |
| Director de arte               | José Benavente                                            |
| Gerente de producción          | Marco Antonio López                                       |
| Coordinadora de producción     | María Alba Espinoza                                       |
| Jefes de producción            | Socorro Lemus, Pablo Martínez                             |
| Director general               | Martín Pérez Islas                                        |
| Dirección de cámaras           | Gabriel Vázquez Bulman, Alejandro Álvarez, Roberto Zamora |
| Director de escena en locación | Salvador Sánchez                                          |
| Director de escena en foro     | Adriana Barraza                                           |
| Productor asociado             | Eduardo Meza                                              |
| Productora ejecutiva           | Rosy Ocampo                                               |

## Créditos
| Supervisión literaria                     | Claudia Ortega, Claudia Rojas, Miguel Ángel Sola       |
| Coordinador de stunts                     | Gustavo Campos                                         |
| Asistentes de dirección de escena         | Alberto Bezárez, Isaías Gomes                          |
| Asistentes de dirección de cámaras        | Armando García, Jorge Amaya                            |
| Jefe de locaciones                        | Fabián Sánchez                                         |
| Continuidad                               | Rigoberto Montijo, Miguel Arroyo                       |
| Equipo de producción                      | Francisco Cadenas, Heriberto Alamillo, Estela González |
| Diseño gráfico                            | Claudia Insfrán                                        |
| Gerente administrativo                    | Rafael Espinos                                         |
| Maquillaje Televisa San Ángel             | Maribel Pérez, Elizabeth García, Ma. Luisa Melgoza     |
| Peinados Televisa San Ángel               | Teresa Rodríguez, Irma Rodríguez, Emma Luna            |
| Peluquería                                | María E. López                                         |
| Caracterización                           | Horacio Martínez                                       |
| Gerente de foro 1                         | Ing. Armando Cruz                                      |
| Staff                                     | U.C.R. 13                                              |
| Jefe de U.C.R.                            | Ing. Raúl Díaz                                         |
| Drama, tensión, acción, suspenso, piratas | Pablo Aguirre                                          |
| Edición, musicalización y titulaje        | Centro de posproducción                                |

## Autores
| Aventuras en el tiempo | Cristina Abaroa, Pablo Aguirre, Alejandro Abaroa |
| Todos al mismo tiempo  | Cristina Abaroa, Pablo Aguirre, Alejandro Abaroa |
| Amigos amigos          | Cristina Abaroa, Pablo Aguirre, Alejandro Abaroa |
| De niña a mujer        | Cristina Abaroa, Pablo Aguirre, Alejandro Abaroa |
| Dame una seña          | Cristina Abaroa, Pablo Aguirre, Alejandro Abaroa |
| Para siempre           | Cristina Abaroa, Pablo Aguirre, Alejandro Abaroa |
| Perdóname              | Alejandro Carballo, Alejandro Abaroa             |
| Amor primero           | Alejandro Carballo, Alejandro Abaroa             |
| No es tan fácil        | Alejandro Carballo, Alejandro Abaroa             |
| Tema de neto           | Alejandro Carballo, Alejandro Abaroa             |
| Rayito de luz          | Alejandro Carballo, Alejandro Abaroa             |
| Tu eres quien          | Pablo Aguirre, Alejandro Abaroa                  |

## Tema de la telenovela
La canción fue escrita por Alejandro Abaroa, y la música a cargo de Cristina Abaroa y Pablo Aguirre especialmente para la telenovela.
La canción apareció por primera vez en el 2001 en la banda sonora con el mismo título, y en el disco en vivo del mismo año, Aventuras en el tiempo en vivo.

## Curiosidades
- la telenovela fue rodada entre el 8 de enero y 15 de junio del 2001 (con un final alternativo grabado)  sin embargo el final original fue en vivo el 10 de agosto de 2001.
- Un elemento muy repetitivo en los programas televisivos que tienen que ver con el tiempo se menciona en la telenovela: la posibilidad de desaparecer al reencontrarse con uno mismo en el pasado.
- Un primer promocional fue lanzado para anunciar el próximo estreno de la telenovela y en él aparece el personaje Faby, la cual era llamada en un primer momento BARBIE, manejando un deportivo convertible color rosa, que luego, cuando inició la telenovela fue cambiado por Faby así como el color del auto.
- Faby Wolf en realidad iba a llamarse Barbie, haciendo alusión a la famosa muñeca, e incluso la producción tenían acuerdos con la marca Mattel para usar su nombre aprovechando la imagen diseñada para el personaje, pero al saber que se trataría de una perversa villana, la marca de juguetes se negó rotundamente a que llevara su nombre ya que va en contra de lo que la muñeca representa. Marcos Flores se habría llamado Ken si Mattel hubiera aceptado que Faby fuera Barbie.
- Geranio en el presente llevaba 35 años perdido en el tiempo y aunque no se menciona con exactitud, Azucena debía tener menos de 25 años al momento de nacer Violeta; entonces ¿cómo pudo nacer Azucena? 
- Azucena está ubicada en 1989, restarle 13 años a los 35 que Geranio estuvo "perdido" en el tiempo.
- Cuando los niños descubren la nota de Geranio dice "estoy perdido en el tiempo", más tarde, cuando la encuentra Marcos dice "estoy atrapado en el tiempo".
- Durante la parte final de la telenovela es rescatada de la muerte Azucena, trayéndola al presente para operarla con los recursos tecnológicos actuales. Después ya no es regresada a su tiempo si no que se queda en el presente, lo cual es ilógico de acuerdo a las leyes de la física.
- Lo ideal hubiera sido que el novio la operarán en su tiempo para cambiar el presente, por qué en una escena el novio dice que muere por negligencia y que la podían haber salvado.
- Algo similar ocurre con Urraca y Mr. Wolf quienes viajan al pasado para revivir su amor quedándose ahí para siempre por voluntad propia, rompiendo así con las barreras del tiempo.
- Tras esto Faby se desintegra ya que su padre cambió la historia y ella nunca nació, pero esto no debió haber pasado debido a que Urraca y Mr. Wolf del presente solo viajaron al pasado para rehacer sus vidas y pasar sus últimos años en esa época pero Urraca y Mr. Wolf del pasado no modificaron su historia.
- Nunca se sabe qué explicación le dieron a los doctores que ayudaron a Salvador con Azucena durante la operación.
- Hay una escena donde Leonardo decodifica el control y hace aparecer a Tacaño Zopilote y a Geranio Flores en una especie de pantalla suspendida e inclusive intentan decirle algo cosa que Leonardo nunca explico ni dijo a nadie.
-una pequeña curiosidad, la máquina del tiempo de esta telenovela la cual es llamada "cronocono" tiene un diseño similar a una bocina gigante que usa Marty McFly con su guitarra al inicio de la película "Back to The Future" de 1985.